# Stará Myjava
Stará Myjava és un poble i municipi d'Eslovàquia que es troba a la regió de Trenčín. La vila fou fundada el 1955. El 2017 tenia 749 habitants.

## Demografia
| Godina             | 1994 | 2004   | 2014   | 2024   |
| ------------------ | ---- | ------ | ------ | ------ |
| Nombre de persones | 725  | 730    | 733    | 766    |
| Diferència         |      | +0,68% | +0,41% | +4,50% |

| Godina             | 2023 | 2024   |
| ------------------ | ---- | ------ |
| Nombre de persones | 744  | 766    |
| Diferència         |      | +2,95% |